# Aslan Bideyev
Aslan Bideyev –en ruso, Аслан Бидеев– (25 de diciembre de 1988) es un deportista ruso que compitió en halterofilia. Ganó una medalla de plata en el Campeonato Europeo de Halterofilia de 2012, en la categoría de 94 kg.

## Palmarés internacional
| Campeonato Europeo | Campeonato Europeo | Campeonato Europeo | Campeonato Europeo |
| Año                | Lugar              | Medalla            | Categoría          |
| ------------------ | ------------------ | ------------------ | ------------------ |
| 2012               | Antalya (Turquía)  | Medalla de plata   | 94 kg              |